# Brooke McCarty-Williams
Brooke Michelle McCarty-Williams (ur. 2 października 1995 w League City) – amerykańska koszykarka występująca na pozycji rozgrywającej, obecnie zawodniczka Dallas Wings.
W 2014 wystąpiła w meczu gwiazd amerykańskich szkół średnich McDonald’s All-American Game.

## Osiągnięcia
Stan na 10 września 2019, na podstawie, o ile nie zaznaczono inaczej.

### NCAA
- Uczestniczka rozgrywek:
  - Elite 8 turnieju NCAA (2016)
  - Sweet 16 turnieju NCAA (2015–2018)
- Zawodniczka roku Big 12 (2017)
- Laureatka Judy Dunn Award (2017)
- Zaliczona do:
  - I składu:
    - Big 12 (2016–2018)
    - najlepszych pierwszorocznych zawodników Big 12 (2015)
    - turnieju:
      - Big 12 (2018)
      - South Point Shootout (2017)

    - WBCA All-Region (2017, 2018)
    - Academic All-Big 12 (2016, 2017)

  - II składu Academic All-Big 12 (2018)
  - III składu All-American (2018 przez USA Today)
  - składu:
    - honorable mention All-America (2017 przez Associated Press, WBCA, 2018przez Associated Press)
    - Big 12 Commissioner's Honor Roll (zima 2015, wiosna 2015, zima 2016,wiosna 2016)
- Zawodniczka tygodnia Big 12 (20.02.2017, 8.12.2017)